# 고의범
고의범(故意犯)은 범죄를 하기 전에 그 행위를 범할 의사를 가지고 하는 범죄이다.

## 종류
- 확정적고의
  - 의도적고의
  - 지적고의
- 불확정고의
  - 택일적고의
  - 미필적고의

## 같이 보기
- 고의
- 과실
- 과실범